# Еверест (Канзас)
Еверест (англ. Everest) — місто (англ. city) в США, в окрузі Браун штату Канзас. Населення — 265 осіб (2020).

## Географія
Еверест розташований за координатами 39°40′36″ пн. ш. 95°25′30″ зх. д. / 39.67667° пн. ш. 95.42500° зх. д. (39.676745, -95.424937).  За даними Бюро перепису населення США в 2010 році місто мало площу 0,66 км², уся площа — суходіл.

## Демографія
Згідно з переписом 2010 року, у місті мешкали 284 особи в 126 домогосподарствах у складі 79 родин. Густота населення становила 428 осіб/км².  Було 155 помешкань (234/км²).
Расовий склад населення:
| - 91,5 % — білих - 2,1 % — корінних американців - 1,1 % — чорних або афроамериканців - 4,2 % — осіб інших рас |

До двох чи більше рас належало 1,1 %. Частка іспаномовних становила 4,9 % від усіх жителів.
За віковим діапазоном населення розподілялося таким чином: 25,7 % — особи молодші 18 років, 59,9 % — особи у віці 18—64 років, 14,4 % — особи у віці 65 років та старші. Медіана віку мешканця становила 40,2 року. На 100 осіб жіночої статі у місті припадало 97,2 чоловіків;  на 100 жінок у віці від 18 років та старших — 91,8 чоловіків також старших 18 років.
Середній дохід на одне домашнє господарство  становив 50 422 долари США (медіана — 52 560), а середній дохід на одну сім'ю — 56 239 доларів (медіана — 54 167). За межею бідності перебувало 12,2 % осіб, у тому числі 5,1 % дітей у віці до 18 років та 12,9 % осіб у віці 65 років та старших.
Цивільне працевлаштоване населення становило 129 осіб. Основні галузі зайнятості: освіта, охорона здоров'я та соціальна допомога — 24,0 %, виробництво — 18,6 %, роздрібна торгівля — 16,3 %.